# B. Traven

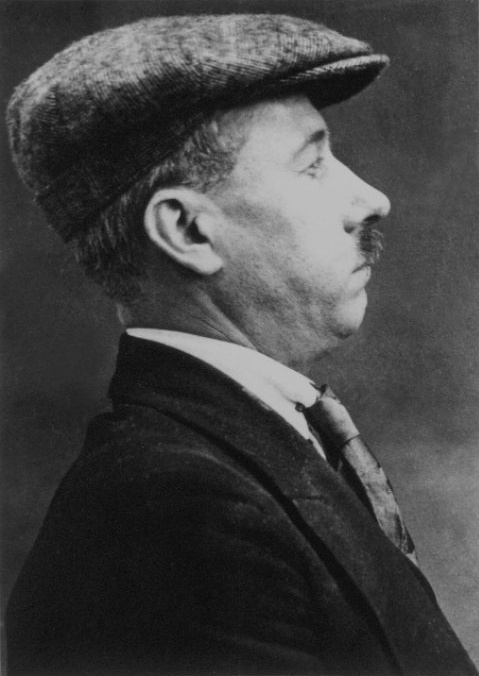
Ret Marut, London, 1923

B. Traven, vars födelsedatum och födelseort ingen säkert känner till, död 26 mars 1969, är en  pseudonym för en författare, anarkist och kommunist vars identitet ännu inte entydigt har fastställts.

## Kända fakta och litterär motivvärld
B. Traven var bosatt i Mexiko sedan åtminstone sommaren 1924. Han skrev på tyska, men hävdade själv att de tyska manusen var översättningar från engelska. Han gav ut sina böcker på det tyska vänsterförlaget Büchergilde Gutenberg. Därefter översattes böckerna raskt till många andra språk. Ofta behandlar han motiv från den indianska ursprungsbefolkningen i Mexiko. Om denna ägde han en djup och ingående kunskap.

### Pseudonymen bakom pseudonymen
Pseudonymen har förknippats med många verkliga personer. Man vet idag med säkerhet att han var identisk med en tysk anarkist och rådssocialist som kallade sig Ret Marut. Under åren 1917-1921 utgav han tidskriften Der Ziegelbrenner. Han samarbetade med de båda anarkisterna Erich Mühsam och Gustav Landauer vid upprättandet av Bayerska rådsrepubliken i München 1919. Då denna krossades av vita frikårer lyckades han fly under ett tumult och undgick med minsta möjliga marginal att arkebuseras. Han gick därefter under jorden och kom så småningom via London till Mexiko. Problemet är bara att också namnet Ret Marut är en pseudonym. Första gången namnet dök upp i officiella sammanhang var i 1908 års upplaga av Neues Theater-Almanach. Vem och vad han dessförinnan var har ännu inte uppdagats.

## Verk
B. Travens mest kända romaner är Dödsskeppet (1926), Sierra Madres skatt (1927), som i regi av John Huston filmades 1948 med bland andra Humphrey Bogart och den så kallade djungelserien (1931-1940). Tillsammans med Dödsskeppet brändes de två första delarna i denna serie eller romancykel, Kärran och Diktatur, under bokbålen i Nazityskland 1933; de fyra övriga delarna hade ännu inte utgivits.